# Bjarne Gulbrandsen
Bjarne Gulbrandsen (16 aprile 1889 – 29 agosto 1966) è stato un dirigente sportivo e calciatore norvegese, di ruolo centrocampista.

## Carriera

### Giocatore

#### Club
Gulbrandsen vestì la maglia dell'Odd. In squadra, vinse due edizioni della Norgesmesterskapet: 1913 e 1915.

#### Nazionale
Conta una presenza per la Norvegia. Il 26 ottobre 1913, infatti, fu in campo nel pareggio per 1-1 contro la Svezia.

### Dopo il ritiro
Fu presidente della Norges Fotballforbund (NFF) dal 1934 al 1936.

## Palmarès

### Club

#### Competizioni nazionali
- Coppa di Norvegia: 2

Odd: 1913, 1915